# GeoTIFF
GeoTIFF is een open uitbreiding van het bestandsformaat TIFF, waarbij aan de rasterafbeelding geospatiale metadata toegevoegd kunnen worden. Mogelijke metadata zijn het coördinatenstelsel, de kaartprojectie en geodetisch datum, zodat de exacte locatie van de data bewaard kan worden in het bestand. Net zoals TIFF is GeoTIFF een flexibel formaat en kunnen er verschillende kanalen (banden) gecombineerd worden, kan er gebruikgemaakt worden van geïndexeerde kleuren en is er een breed aanbod van compressiemogelijkheden zoals LZW, packbits, JPEG en JPEG 2000.
GeoTIFF werd ontwikkeld door het NASA Jet Propulsion Laboratory. De code van de referentie-implementatie is uitgebracht in het publiek domein met delen onder een permissieve X-licentie.